# Razziegalan 2016
Razziegalan 2016 var den 36:e upplagan av Golden Raspberry Awards och hölls 27 februari 2016. Galan hölls som vanligt dagen innan Oscarsgalan, och gav pris till de sämsta filminsatserna under 2015. Nomineringarna utlystes 13 januari.

## Vinnare och nominerade
Vinnarna listas i fetstil.
| Sämsta film | Sämsta regissör |
| --- | --- |

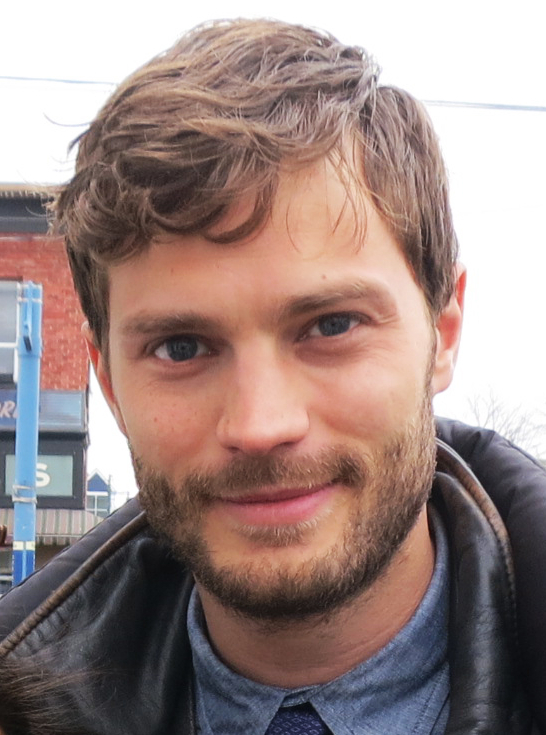
Jamie Dornan
Sämsta manliga skådespelare

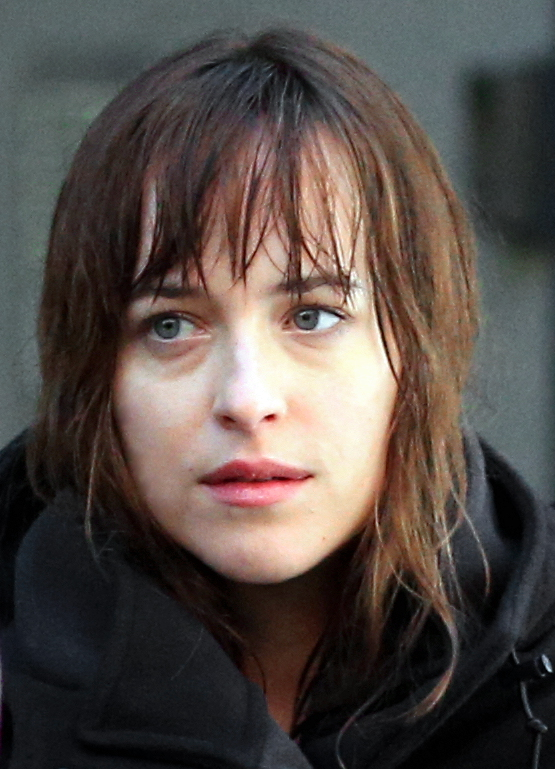
Dakota Johnson
Sämsta kvinnliga skådespelare

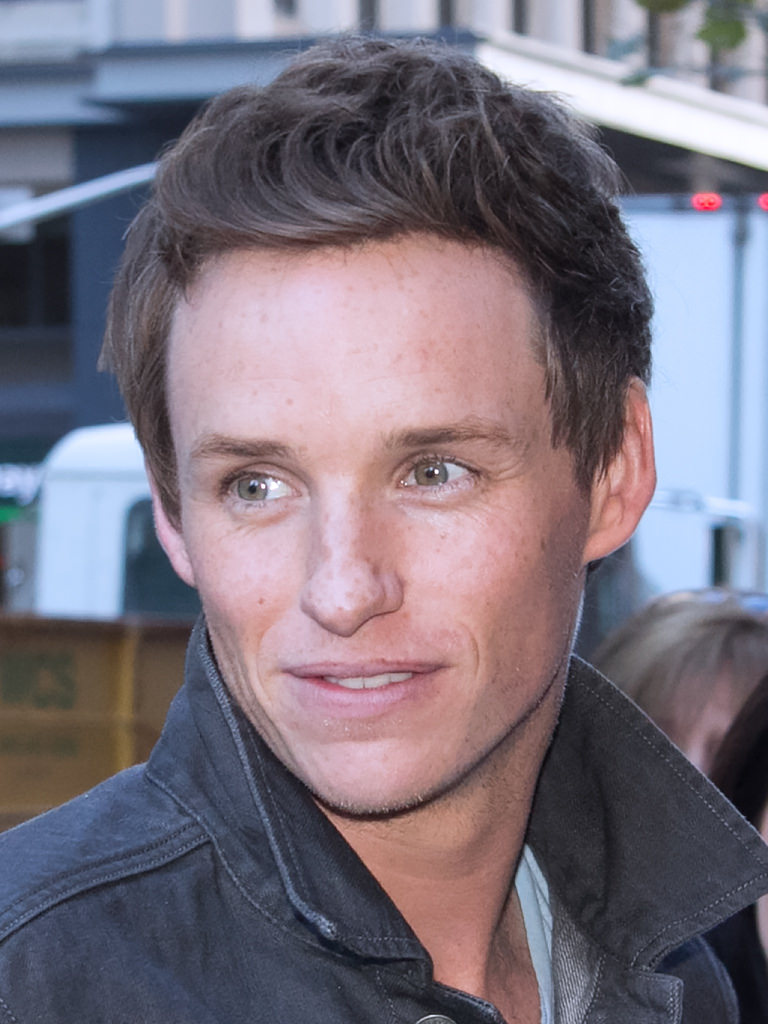
Eddie Redmayne
Sämsta manliga biroll

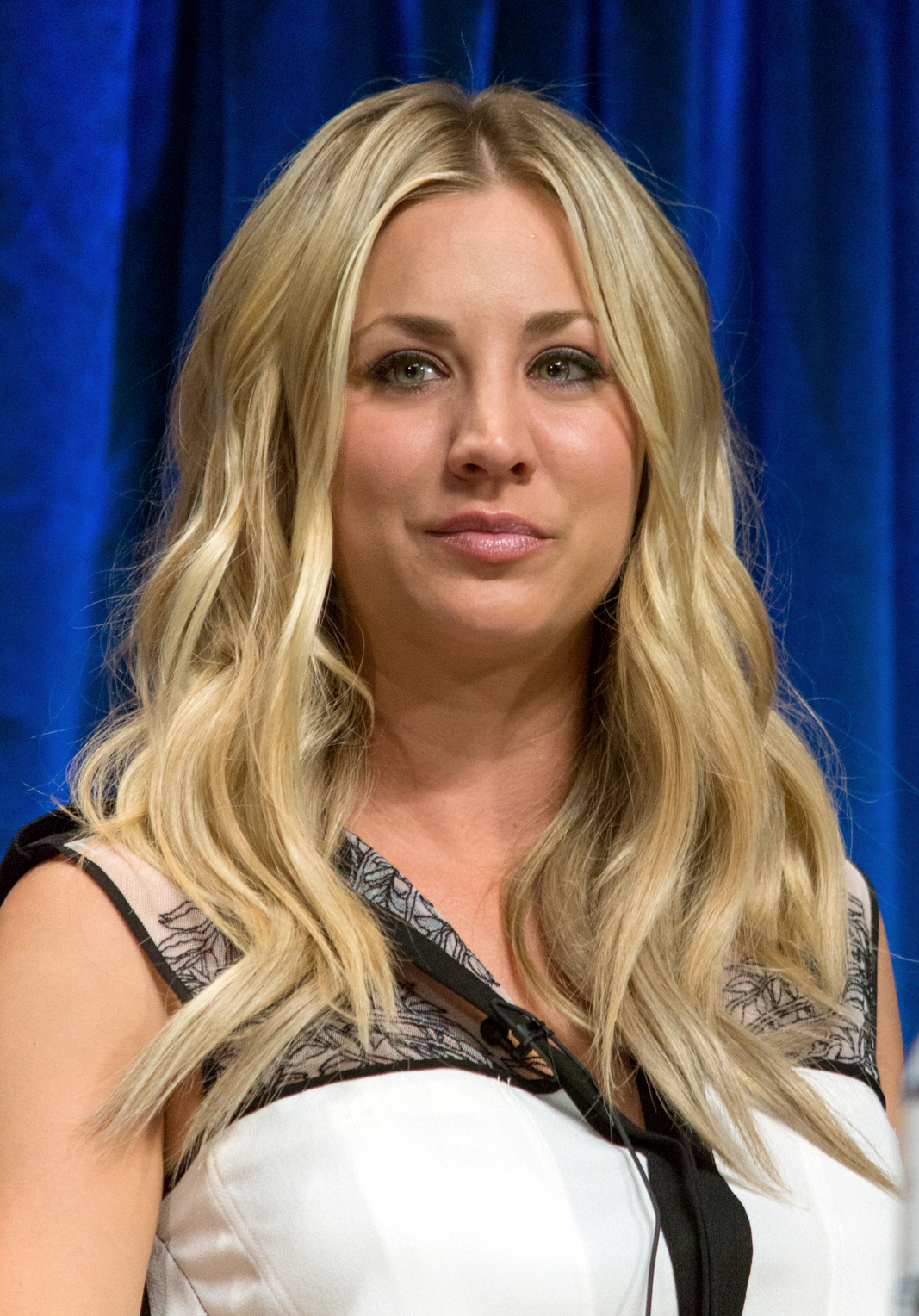
Kaley Cuoco
Sämsta kvinnliga biroll

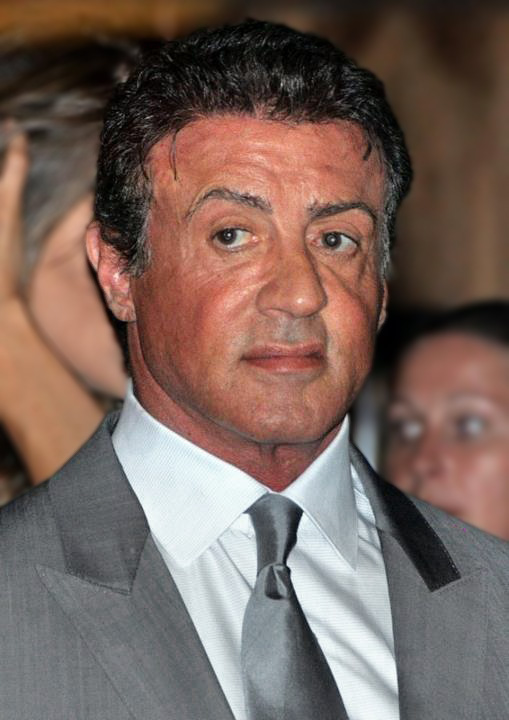
Sylvester Stallone
The Razzie Redeemer Award

| - Fantastic Four – Twentieth Century Fox - Fifty Shades of Grey – Universal Studios - Jupiter Ascending – Warner Bros. - Paul Blart: Mall Cop 2 – Columbia Pictures - Pixels – Columbia Pictures | - Josh Trank – Fantastic Four - Andy Fickman – Paul Blart: Mall Cop 2 - Tom Six – The Human Centipede III (Final Sequence) - Sam Taylor-Johnson – Fifty Shades of Grey - Syskonen Wachowski – Jupiter Ascending |
| Sämsta manliga skådespelare | Sämsta kvinnliga skådespelare |
| - Jamie Dornan – Fifty Shades of Grey - Johnny Depp – Mortdecai - Kevin James – Paul Blart: Mall Cop 2 - Adam Sandler – The Cobbler och Pixels - Channing Tatum – Jupiter Ascending | - Dakota Johnson – Fifty Shades of Grey - Katherine Heigl – Home Sweet Hell - Mila Kunis – Jupiter Ascending - Jennifer Lopez – The Boy Next Door - Gwyneth Paltrow – Mortdecai |
| Sämsta manliga biroll | Sämsta kvinnliga biroll |
| - Eddie Redmayne – Jupiter Ascending - Chevy Chase – Hot Tub Time Machine 2 och ett päron till farsa: Nästa generation - Josh Gad – Pixels och The Wedding Ringer - Kevin James – Pixels - Jason Lee – Alvin och Gänget: Gasen i botten | - Kaley Cuoco – Alvin och Gänget: Gasen i botten och The Wedding Ringer - Rooney Mara – Pan - Michelle Monaghan – Pixels - Julianne Moore – Seventh Son - Amanda Seyfried – Love the Coopers och Pan |
| Sämsta manus | Sämsta filmkombination |
| - Fifty Shades of Grey – Kelly Marcel (Manus), baserad på romanen av E.L. James - Fantastic Four – Jeremy Slater, Simon Kinberg och Josh Trank (Manus), baserad på karaktärerna av Marvel - Jupiter Ascending – Syskonen Wachowski - Paul Blart: Mall Cop 2 – Nick Bakay och Kevin James - Pixels – Tim Herlihy och Timothy Dowling (Manus), baserat på kortfilmen med samma namn | - Jamie Dornan och Dakota Johnson i Fifty Shades of Grey - Alla "fantastiska" fyra i Fantastic Four - Johnny Depp och hans påklistrade mustasch i Mortdecai - Kevin James och antingen hans segway eller hans påklistrade mustasch i Paul Blart: Mall Cop 2 - Adam Sandler och något av hans par skor i The Cobbler                               |
| Sämsta prequel, nyinspelning, rip-off eller uppföljare | The Razzie Redeemer Award |
| - Fantastic Four - Alvin och Gänget: Gasen i botten - Hot Tub Time Machine 2 - The Human Centipede III (Final Sequence) - Paul Blart: Mall Cop 2 | - Sylvester Stallone, (från Razziefavorit till Oscarsnominering för Creed) - Elizabeth Banks, (från Razzievinnande regissör för Movie 43 till regissör av Pitch Perfect 2) - M. Night Shyamalan, (från flerfaldigt Razzievinnare till skräckfilmen The Visit) - Will Smith, (från att ha följt upp Razzievinster med After Earth till Concussion) |

### Filmer med flera nomineringar
| Nomineringar | Film                                     |
| ------------ | ---------------------------------------- |
| 6            | Fifty Shades of Grey                     |
| 6            | Jupiter Ascending                        |
| 6            | Paul Blart: Mall Cop 2                   |
| 6            | Pixels                                   |
| 5            | Fantastic Four                           |
| 3            | Alvin och Gänget: Gasen i botten         |
| 3            | Mortdecai                                |
| 2            | The Cobbler                              |
| 2            | The Human Centipede III (Final Sequence) |
| 2            | Hot Tub Time Machine 2                   |
| 2            | The Wedding Ringer                       |
| 2            | Pan                                      |

### Filmer med flera vinster
| Vinster | Film                 |
| ------- | -------------------- |
| 5       | Fifty Shades of Grey |
| 3       | Fantastic Four       |